# Slaghmuylder's Paasbier
Slagmuylder’s Paasbier is een Belgisch pilsbier.
Het bier wordt gebrouwen in Brouwerij Slaghmuylder te Ninove. Het is een goudblond bier met een alcoholpercentage van 5,2%. Dit is een extra gehopte pils.